# Estádio Raimundo Sampaio
Estádio Raimundo Sampaio lepiej znany jako Estádio Independência – stadion piłkarski, w Belo Horizonte, Minas Gerais, Brazylia, na którym swoje mecze rozgrywa klub América Futebol Clube.

## Historia
- 1947 – początek budowy
- 29 czerwca 1950 – inauguracja
- 28 stycznia 1963 – rekord frekwencji

## Meczemistrzostw świata w 1950 roku
25 czerwca 1950
| Jugosławia         | 3 – 0 (0-0) raport. fifa.com. [zarchiwizowane z tego adresu (2007-11-05)]. | Szwajcaria | 18:00 – Estádio Raimundo Sampaio, Belo Horizonte Sędzia: Giovanni Galeati (Włochy) Widzów: ~8 000 |
| Tomašević 58', 78' |                                                                            |            | 18:00 – Estádio Raimundo Sampaio, Belo Horizonte Sędzia: Giovanni Galeati (Włochy) Widzów: ~8 000 |
| Ognjanov 84'       |                                                                            |            | 18:00 – Estádio Raimundo Sampaio, Belo Horizonte Sędzia: Giovanni Galeati (Włochy) Widzów: ~8 000 |
|                    |                                                                            |            |                                                                                                   |

29 czerwca 1950  USA –  Anglia (1:0)
Gaetjens 38
2 lipca 1950  Urugwaj –  Boliwia (0:8)
Miguez 12, 37, 51, Vidal 18, Schiaffino 20, 54, Perez 78, Ghiggia 83

## Ciekawostki
- Pierwszy gol: Tomasevic (Jugosławia)
- Nazwa stadionu została nadana w hołdzie Raimundo Sampaio, byłemu prezesowi Sete de Setembro